# 730 v.Chr.
Het jaar 730 v.Chr. is een jaartal volgens de christelijke jaartelling.

## Gebeurtenissen

### Griekenland
- Begin van de Eerste Messenische Oorlog, Sparta probeert de bevolking van Messenië tot heloten te maken.
- De eerste gedichten van de wereld worden geschreven. Homerus is een van de bekendste dichters uit die tijd.

### Italië
- Griekse kolonisten uit Chalkis (onder de naam Zankle) stichten de stad Messana (Messina) op Sicilië.
- De Chalcidiërs van Naxos vestigen op een vruchtbare vlakte de Griekse handelsnederzetting Leontini.

### Fenicië
- Mattan II volgt Hiram II op als stadsvorst van Tyrus.